# Imeria albomaculata
Imeria albomaculata là một loài tò vò trong họ Ichneumonidae.